# Flavien Dassonville
Pour les articles homonymes, voir Dassonville.
Flavien Dassonville, né le 16 février 1991 à Montdidier (Somme), est un coureur cycliste français. Professionnel au sein de l'équipe continentale HP BTP-Auber 93 entre 2011 et 2017, il a notamment remporté le championnat de France sur route espoirs en 2013 ainsi que Paris-Tours espoirs.

## Biographie

### Carrière cycliste
En 2009, Flavien Dassonville est champion de Picardie sur route junior. L'année suivante, il court pour le Cyclo-club de Nogent-sur-Oise.
Flavien Dassonville devient coureur professionnel en 2011, à 19 ans, au sein de l'équipe continentale BigMat-Auber 93. 
En 2013, après avoir gagné une étape du Tour de Franche-Comté, sa première victoire depuis 2009, il est champion de France sur route espoirs et remporte le Paris-Tours espoirs.
En début d'année 2015, il est affaibli par des douleurs au genou, qui le forcent à rester sans compétition de mai à septembre. Il doit ainsi renoncer à ses principaux objectifs de la saison, le Tro Bro Leon, les Quatre jours de Dunkerque et le championnat de France,. Il est toutefois conservé par ses dirigeants en fin d'année.
En 2016, il est notamment quatrième du Circuit des Ardennes dont il remporte le classement de la montagne, treizième des Quatre Jours de Dunkerque, et est à nouveau conservé par HP BTP-Auber 93 en fin de saison. Il remporte également un second classement de la montagne, sur le Tour du Limousin.
La saison 2017 le voit de nouveau lever les bras, tout d'abord sur le Grand Prix de Buxerolles le 19 mars, au lendemain d'une 9e place sur la Classic Loire-Atlantique, puis le 2 avril sur la Roue tourangelle où, échappé avec 6 autres coureurs dès les premiers kilomètres, il résiste au retour du peloton et s'impose au sprint devant ses deux derniers compagnons d'échappée, Fabien Grellier et Anthony Delaplace. Le 26 avril, il remporte en solitaire la 2e étape du Tour de Bretagne duquel il enlève également le classement général. Lors des Quatre Jours de Dunkerque, il se distingue lors de l'étape reine qu'il boucle en neuvième position. Au début du mois de juin, Flavien Dassonville s'adjuge la première étape et le classement général de la Ronde de l'Oise. Ces bonnes performances permettent au coureur français d'être sélectionné par Cyrille Guimard pour participer aux championnats d'Europe de cyclisme sur route. Une semaine avant ceux-ci, il termine 11e de la Polynormande puis, au sortir de ces championnats, il passe près de la victoire sur la première étape du Tour du Limousin, devancé par Elie Gesbert. Une deuxième place qu'il connait de nouveau le 10 septembre sur le Tour du Doubs, remporté par Romain Hardy.
Auteur de la meilleure saison de sa carrière, il fait part de son souhait de passer à l'échelon supérieur mais ne reçoit aucune proposition dans ce sens et prolonge alors d'un an son contrat au sein de la structure francilienne. Le 30 décembre 2017, il annonce finalement mettre un terme à sa carrière professionnelle et rejoindre l'entreprise familiale. Soucieux de ne pas quitter totalement le monde du cyclisme, il signe un contrat avec le club amateur du CC Nogent-sur-Oise quelques jours plus tard.
Son début de saison 2018 est perturbé par un manque d’entraînement lié à ses nouvelles occupations professionnelles et une opération de l'artère iliaque,. Il gagne le classement général de La SportBreizh, manche de la Coupe de France des clubs de DN1, en juin, ce qui constitue sa première victoire sous ses nouvelles couleurs. Quelques jours plus tard, il obtient une médaille d'argent lors de la course en ligne du championnat de France amateurs. En juillet, il remporte l'Étoile d'or. Au deuxième semestre, il s'adjuge la troisième étape du Tour de Moselle puis prend sa retraite sportive en fin de saison. Comme son coéquipier nogentais Kévin Lalouette, il accroche son dernier dossard à l'occasion de la classique automnale Paris-Connerré.

### Reconversion
Outre ses occupations au sein de l'entreprise familiale, il officie à l'occasion en tant que directeur sportif du CC Nogent-sur-Oise en 2019. Pour la saison 2020, il rejoint l'encadrement de la formation Dunkerque Littoral Cyclisme.
Depuis le début de la saison 2022, il dirige l'équipe continentale canadienne Ecoflo Chronos.

## Palmarès sur route

### Par années
| - 2009 - Champion de Picardie sur route juniors - Tour du Canton de Bourbourg-Watten - 2010 - 3e du Grand Prix de Saint-Hilaire-du-Harcouët - 2013 - Champion de France sur route espoirs - 4e étape du Tour de Franche-Comté - Paris-Tours espoirs - 2014 - Tour d'Auvergne : - Classement général - 3e étape (contre-la-montre par équipes) - 2e du Tro Bro Leon - 3e de Paris-Troyes - 3e de Paris-Chauny | - 2017 - Grand Prix de Buxerolles - Roue tourangelle - Tour de Bretagne : - Classement général - 2e étape - Ronde de l'Oise : - Classement général - 1re étape - 2e du Tour du Doubs - 2018 - Classement général de La SportBreizh - Étoile d'or - 3e étape du Tour de Moselle - 2e du championnat de France sur route amateurs - 2e du Trophée des champions |

### Classements mondiaux
| Année           | 2013 | 2014 | 2015 | 2016 | 2017 |
| --------------- | ---- | ---- | ---- | ---- | ---- |
| UCI Europe Tour | 339e | 127e | nc   | 693e | 58e  |

## Palmarès sur piste

### Championnat de France
- Bordeaux 2016
  - 3e de la poursuite par équipes